# Nicholas Mboroto Kosimbei
Nicholas Mboroto Kosimbei (1º ottobre 1996) è un mezzofondista keniota.

## Palmarès
| Anno | Manifestazione    | Sede    | Evento         | Risultato | Prestazione | Note |
| ---- | ----------------- | ------- | -------------- | --------- | ----------- | ---- |
| 2014 | Mondiali juniores | Eugene  | 10000 m piani  | Bronzo    | 28'38"68    |      |
| 2017 | Mondiali di cross | Kampala | Corsa seniores | 15º       | 29'23"      |      |
| 2017 | Mondiali di cross | Kampala | A squadre      | Argento   | 22 p.       |      |

## Campionati nazionali
2014
- Argento ai campionati kenioti juniores, 10000 m piani - 28'37"58

2017
- 7º ai campionati kenioti di corsa campestre - 29'23"

2018
- 9º ai campionati kenioti, 10000 m piani - 28'48"96

## Altre competizioni internazionali[1]
2016
- 7º al Prefontaine Classic ( Eugene), 10000 m piani - 27'02"59

2017
- 20º al Prefontaine Classic ( Eugene), 5000 m piani - 13'22"68

2018
- 4º alla Mezza maratona di Lisbona ( Lisbona) - 1h00'21"

2019
- 10º alla Mezza maratona di Lisbona ( Lisbona) - 1h00'21"

2022
- 15º alla Mezza maratona di Tokyo ( Tokyo) - 1h02'37"